# 潟町駅
潟町駅（かたまちえき）は、新潟県上越市大潟区にある、東日本旅客鉄道（JR東日本）信越本線の駅である。

## 歴史
- 1897年（明治30年）5月13日：北越鉄道の駅として開業[1][2]。
- 1900年（明治33年）3月16日：電報の取り扱いを開始[3]。
- 1907年（明治40年）8月1日：北越鉄道が国有化され、帝国鉄道庁（国有鉄道）の駅となる[2]。
- 1971年（昭和46年）12月1日：貨物の取り扱いを廃止[2]。
- 1985年（昭和60年）
  - 3月14日：荷物の取り扱いを廃止[2]。
  - 11月：棒線化[4]。
- 1986年（昭和61年）3月3日：駅員無配置駅となる[5]。
- 1987年（昭和62年）4月1日：国鉄分割民営化により、JR東日本の駅となる[2]。
- 2015年（平成27年）
  - 3月14日：直江津駅のえちごトキめき鉄道への移管に伴い、地区管理駅を長岡駅に変更。
  - 3月：駅舎リニューアル工事が完工。4月12日にセレモニーを開催[6]。
- 2017年（平成29年）11月30日：窓口業務を終了。
- 2018年（平成30年）12月1日：終日無人化。

## 駅構造
単式ホーム2面2線を持つ地上駅である。島式内側の中線にあたる部分は架線・レール共にすべて撤去され、使用されていない。ホーム間は跨線橋で結ぶ。
柏崎駅が管理する無人駅である。有人時代はJR新潟ビジネス（JNB）が運営する業務委託駅であった。駅舎には、乗車駅証明書発行機、自動販売機、化粧室などがある。全盛期は売店もあったが、リニューアル前に閉店している。
JR新潟支社では2015年（平成27年）の「春の観光キャンペーン」実施に合わせ、「人魚の家」をモチーフとした駅舎の改修を実施した。内外装は地元の伝説や観光をイメージしており、駅北部の雁子浜に伝わる「人魚伝説」や、駅東部の新潟県立大潟水と森公園にある鵜ノ池の「河童伝説」などがデザインに取り入れられている。
なお、当駅には、3月から11月にかけて主に週末に運転される臨時快速列車「越乃Shu*Kura」（ゆざわShu*Kura、柳都Shu*Kuraを含む）が停車する。

### のりば
| 番線 | 路線      | 方向 | 行先           |
| ---- | --------- | ---- | -------------- |
| 1    | ■信越本線 | 下り | 柏崎・長岡方面 |
| 2    | ■信越本線 | 上り | 直江津方面     |

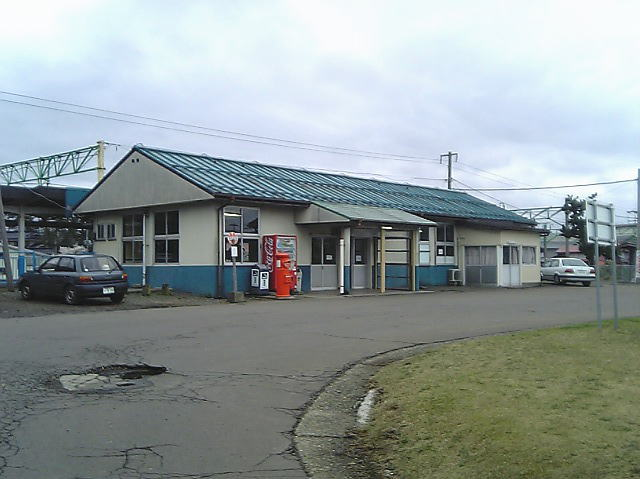
改リニューアル前（2006年4月）
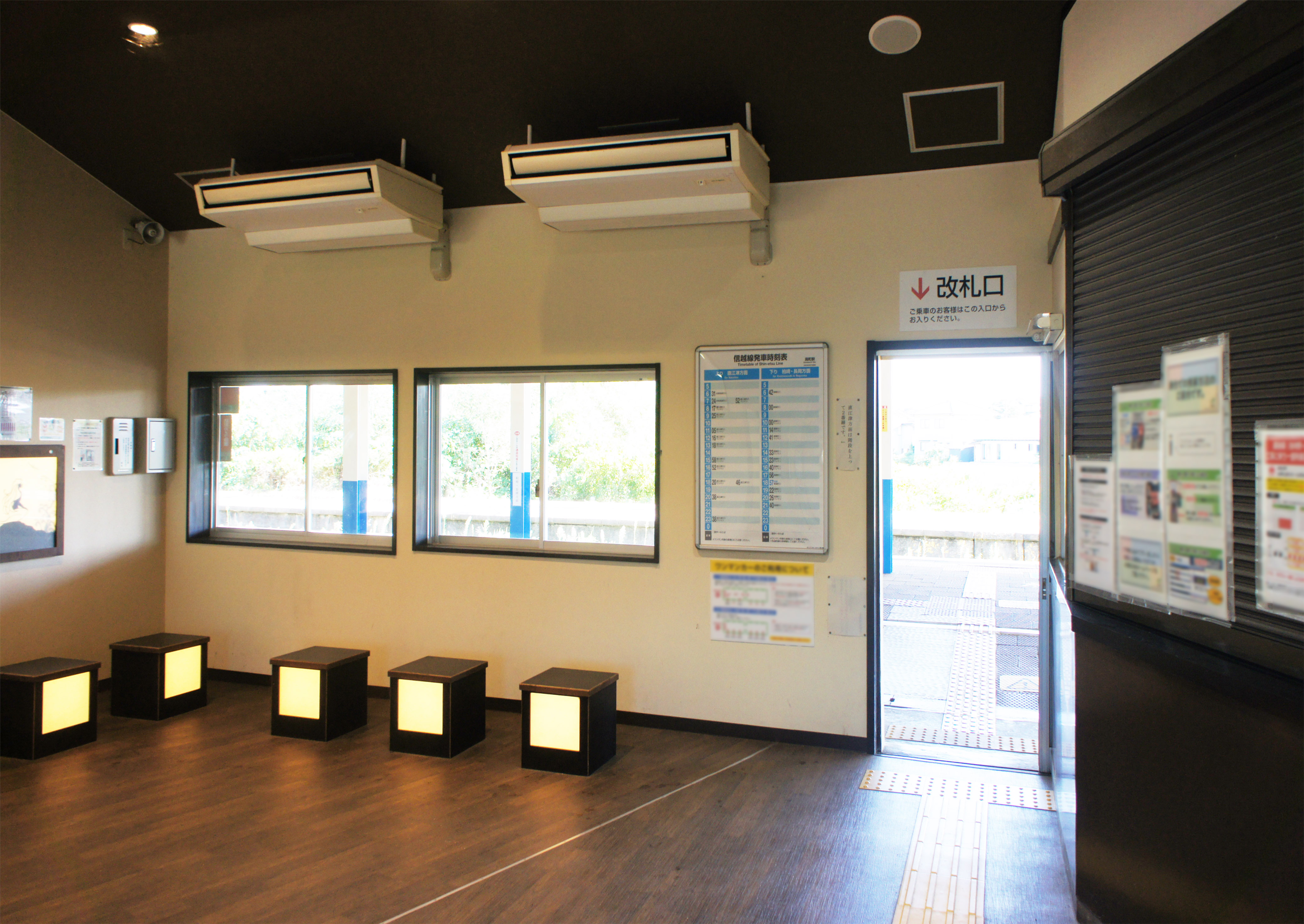
待合室（2021年9月）
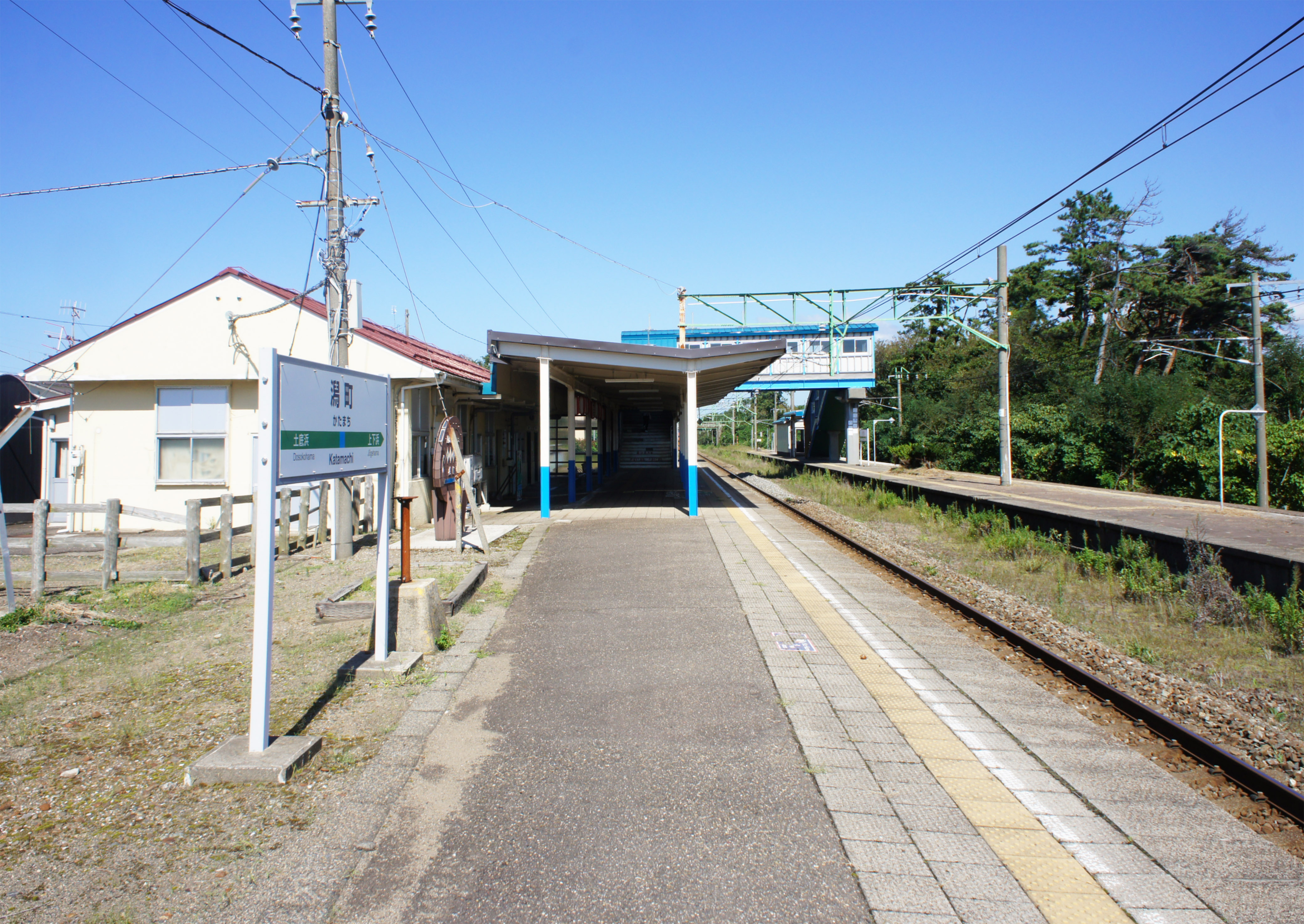
ホーム（2021年9月）

## 利用状況
JR東日本によると、2000年度（平成12年度）- 2016年度（平成28年度）の1日平均乗車人員の推移は以下のとおりであった。
| 1日平均乗車人員推移 | 1日平均乗車人員推移 | 1日平均乗車人員推移 | 1日平均乗車人員推移 | 1日平均乗車人員推移 |
| 年度                | 定期外              | 定期                | 合計                | 出典                |
| ------------------- | ------------------- | ------------------- | ------------------- | ------------------- |
| 2000年（平成12年）  |                     |                     | 288                 | [ 利用客数 1 ]      |
| 2001年（平成13年）  |                     |                     | 290                 | [ 利用客数 2 ]      |
| 2002年（平成14年）  |                     |                     | 272                 | [ 利用客数 3 ]      |
| 2003年（平成15年）  |                     |                     | 251                 | [ 利用客数 4 ]      |
| 2004年（平成16年）  |                     |                     | 238                 | [ 利用客数 5 ]      |
| 2005年（平成17年）  |                     |                     | 229                 | [ 利用客数 6 ]      |
| 2006年（平成18年）  |                     |                     | 225                 | [ 利用客数 7 ]      |
| 2007年（平成19年）  |                     |                     | 221                 | [ 利用客数 8 ]      |
| 2008年（平成20年）  |                     |                     | 230                 | [ 利用客数 9 ]      |
| 2009年（平成21年）  |                     |                     | 215                 | [ 利用客数 10 ]     |
| 2010年（平成22年）  |                     |                     | 212                 | [ 利用客数 11 ]     |
| 2011年（平成23年）  |                     |                     | 200                 | [ 利用客数 12 ]     |
| 2012年（平成24年）  | 36                  | 152                 | 189                 | [ 利用客数 13 ]     |
| 2013年（平成25年）  | 39                  | 158                 | 197                 | [ 利用客数 14 ]     |
| 2014年（平成26年）  | 38                  | 146                 | 185                 | [ 利用客数 15 ]     |
| 2015年（平成27年）  | 38                  | 137                 | 175                 | [ 利用客数 16 ]     |
| 2016年（平成28年）  | 38                  | 140                 | 178                 | [ 利用客数 17 ]     |

## 駅周辺
- 鵜の浜温泉[1]
- 上越市立上越体操場ジムリーナ
- 上越市 大潟区総合事務所（旧・大潟町役場）
- 潟町郵便局
- 八十二銀行潟町支店
- 新潟県立大潟水と森公園
- 朝日池（ため池百選）
- 米山水源カントリークラブ
- 新潟県道120号潟町停車場線
- 国道8号

## 隣の駅
※「越乃Shu*Kura」の停車駅についてはこちらを参照。
東日本旅客鉄道（JR東日本）
■信越本線
■快速（夕方下り1本のみ停車）・■普通
土底浜駅 - 潟町駅 - 上下浜駅

### 記事本文
1. 1 2 3 4 5 6 7 8  『週刊 JR全駅・全車両基地』 14号 長野駅・新津駅・高田駅ほか、朝日新聞出版〈週刊朝日百科〉、2012年11月11日、22頁。
2. 1 2 3 4 5 6  石野哲（編）『停車場変遷大事典 国鉄・JR編 Ⅱ』JTB、1998年、583頁。ISBN 978-4-533-02980-6。
3. ↑  『逓信省告示第108号』明治33年3月12日官報第5005号3ページ
4. ↑  『五十年史』P219　新潟鉄道管理局
5. ↑  “「通報」紀勢本線朝来駅ほか17駅の駅員無配置について（旅客局）”. 鉄道公報 (日本国有鉄道総裁室文書課):  p. 8. (1986年3月1日)
6. 1 2  『春の観光キャンペーンに合わせて駅をリニューアルしました！』（PDF）（プレスリリース）東日本旅客鉄道新潟支社、2015年3月26日。2015年3月30日閲覧。
7. 1 2  “JR東日本：駅構内図・バリアフリー情報（潟町駅）”.   東日本旅客鉄道. 2025年5月6日閲覧。

### 利用状況
1. ↑  “各駅の乗車人員（2000年度）”.   東日本旅客鉄道. 2019年4月2日閲覧。
2. ↑  “各駅の乗車人員（2001年度）”.   東日本旅客鉄道. 2019年4月2日閲覧。
3. ↑  “各駅の乗車人員（2002年度）”.   東日本旅客鉄道. 2019年4月2日閲覧。
4. ↑  “各駅の乗車人員（2003年度）”.   東日本旅客鉄道. 2019年4月2日閲覧。
5. ↑  “各駅の乗車人員（2004年度）”.   東日本旅客鉄道. 2019年4月2日閲覧。
6. ↑  “各駅の乗車人員（2005年度）”.   東日本旅客鉄道. 2019年4月2日閲覧。
7. ↑  “各駅の乗車人員（2006年度）”.   東日本旅客鉄道. 2019年4月2日閲覧。
8. ↑  “各駅の乗車人員（2007年度）”.   東日本旅客鉄道. 2019年4月2日閲覧。
9. ↑  “各駅の乗車人員（2008年度）”.   東日本旅客鉄道. 2019年4月2日閲覧。
10. ↑  “各駅の乗車人員（2009年度）”.   東日本旅客鉄道. 2019年4月2日閲覧。
11. ↑  “各駅の乗車人員（2010年度）”.   東日本旅客鉄道. 2019年4月2日閲覧。
12. ↑  “各駅の乗車人員（2011年度）”.   東日本旅客鉄道. 2019年4月2日閲覧。
13. ↑  “各駅の乗車人員（2012年度）”.   東日本旅客鉄道. 2019年4月2日閲覧。
14. ↑  “各駅の乗車人員（2013年度）”.   東日本旅客鉄道. 2019年4月2日閲覧。
15. ↑  “各駅の乗車人員（2014年度）”.   東日本旅客鉄道. 2019年4月2日閲覧。
16. ↑  “各駅の乗車人員（2015年度）”.   東日本旅客鉄道. 2019年4月2日閲覧。
17. ↑  “各駅の乗車人員（2016年度）”.   東日本旅客鉄道. 2019年4月2日閲覧。